# سحر الغرام (مسلسل هندي)
سحر الغرام هو مسلسل هندي يحكي قصة فتاة تدعى صيبا التي تحب رانفير لكن في يوم زواجهم يتركها ذاهبا إلى لندن، وتضطر صيبا للزواج من دالجيت كي تلحق به، ولكنها لا تدرك ان دالجيت يحبها، ومع مرور الوقت صيبا تحبه أيضا.
رانفير يقتل شخصا عن طريق الخطأ ويتهم دالجيت بالجريمة، ويذهب إلى صيبا ويخبرها أنها إذا أرادت ان تحرر دالجيت عليها ان تتزوج، فتوافق على طلبه، فيتزوج صيبا ورانفير و يعودان إلى الهند، و يرجع دالجيت من لندن وهدفه الوحيد هو الانتقام من رانفير.

## روابط خارجية
- سحر الغرام على موقع IMDb (الإنجليزية)
- سحر الغرام على موقع كينوبويسك (الروسية)
- سحر الغرام على موقع قاعدة بيانات الفيلم (الإنجليزية)